# Rothe Erde
Rothe Erde — фирма, входящая в концерн ThyssenKrupp.
Фирма Rothe Erde известна как один из крупнейших производитель подшипников качения (таких как сферические и роликовые поворотные соединения и проволочные подшипники качения), бесшовных колец из стали и цветных металлов, а также поворотных кругов и структурных элементов.

## Критика
Во время переоборудования и расширения завода в 2009 году по инициативе граждан Дортмунд-Веста поступила жалоба на растущий шум в ночное время. Постоянные перевозки негабаритного груза через жилые районы также вызывают постоянную критику. Компания практически не использует существующее железнодорожное сообщение по соображениям экономии. Замечания о возникших дорожных повреждениях, загрязнении воздуха, опасности для велосипедистов и детей по дороге в школу, а также об ухудшении ситуации с парковкой остаются без последствий со стороны правительства Дортмунда.